# ولاية بغداد
ولاية بغداد، كانت وحدة إدارية من المستوى الأول (ولاية) في الدولة العثمانية، تقع في وسط العراق الحديث، يحدها من الجنوب ولاية البصرة ومن الشمال ولاية الموصل ومن الشرق فارس. وكانت بغداد هي عاصمتها.

قدرت مساحتها في بداية القرن العشرين بحوالي 54,503 ميل مربع (141,160 كيلومتر مربع)، بينما أظهرت النتائج الأولية لأول تعداد عثماني عام 1885 (الذي نُشر في 1908) أن عدد السكان كان حوالي 850,000 نسمة. وتجدر الإشارة إلى أن دقة أرقام السكان تتفاوت بين "تقريبية" و"تخمين فقط" حسب المنطقة التي جُمعت منها البيانات.

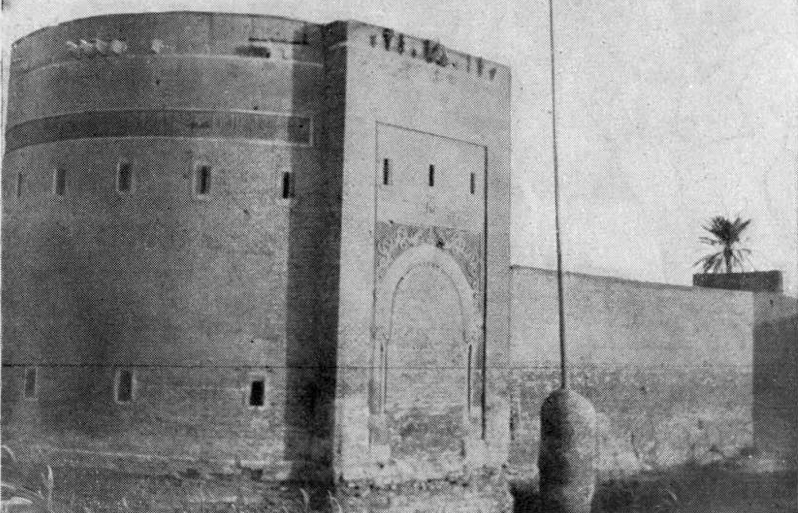
مشهد بوابة بغداد في عام 1918

## التقسيمات الإدارية التابعة لولاية بغداد

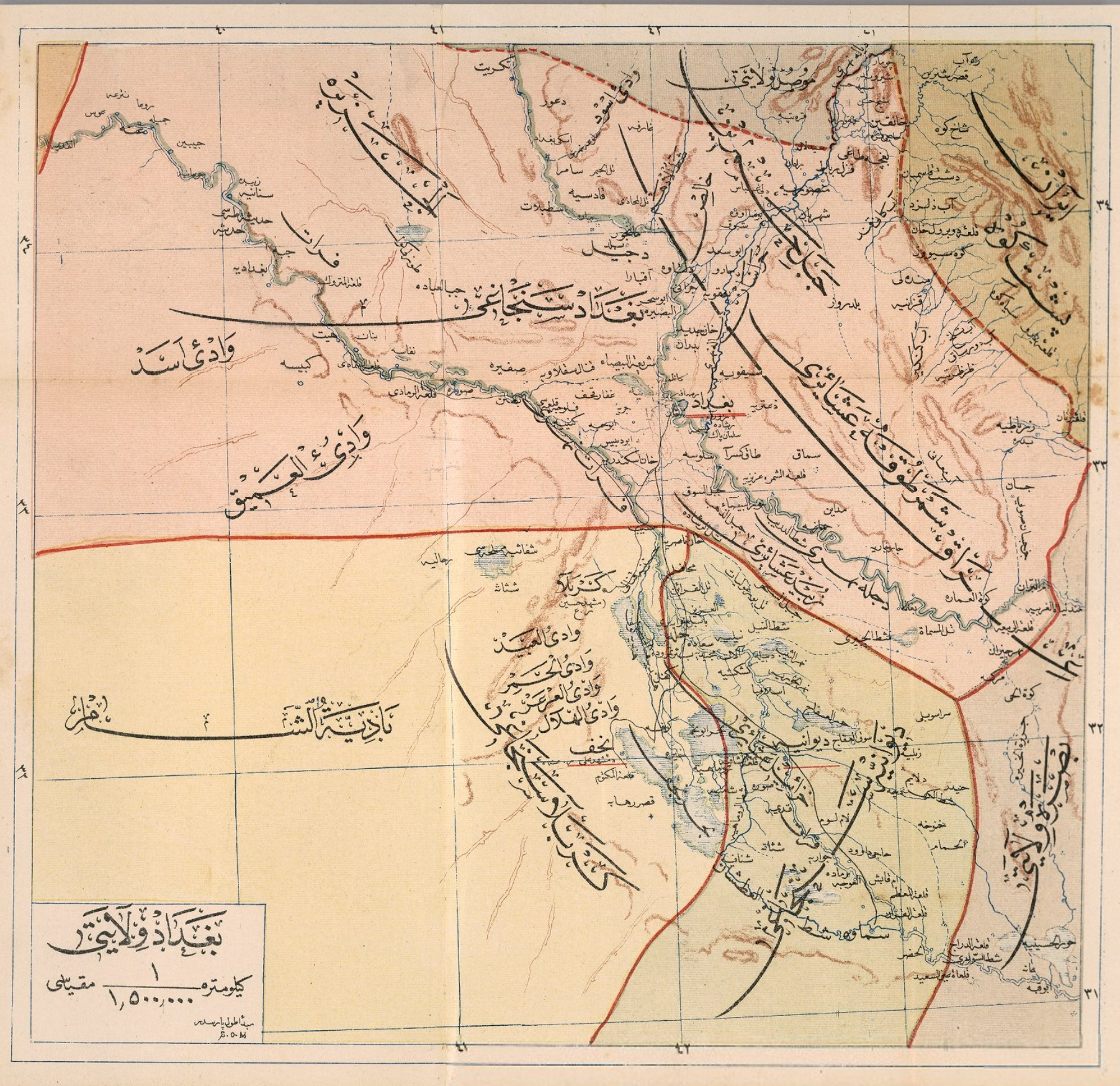
سناجق ولاية بغداد في عام 1907.

طُبّق نظام الولايات في ولاية بغداد سنة 1869م بيد الوالي مدحت باشا، ونشرت جريدة الزوراء أن ولاية بغداد انتظمت فيها عشرة سناجق:
- سنجق بغداد: وفيه أقضية تتبعها نواحي:
  - قضاء خراسان، ناحية شهربان وناحية الخالص
  - قضاء خانقين، ناحية بنكدرة وناحية قزلرباط.
  - قضاء مندلي
  - قضاء الكوت، ناحية بدرة
  - قضاء العزيزية
  - قضاء الكاظمية
  - قضاء سامراء، ناحية تكريت وناحية الدجيل.
- سنجق شهرزور
- سنجق السليمانية
- سنجق الموصل
- سنجق الدليم
- سنجق كربلاء
- سنجق الديوانية: سُمّي على اسم مقرّه في مدينة الديوانية، ثم نُقل المقرّ إلى الحلة، فصار اسمه سنجق الحلة، ثم في سنة 1893 عاد المقر إلى الديوانية وظل اسمه سنجق الديوانية حتى نهاية الحكم العثماني.
- سنجق البصرة
- سنجق العمارة
- سنجق المنتفق

ثم انفصلت ولاية الموصل سنة 1879م وولاية البصرة سنة 1884م، فاقتصرت ولاية بغداد على ثلاثة سناجق، بغداد والديوانية وكربلاء.

## مقر حكومة ولاية بغداد
مقر متصرفية لواء بغداد في مبنى القشلة، في جانب الرصافة من مدينة بغداد.

## السكان

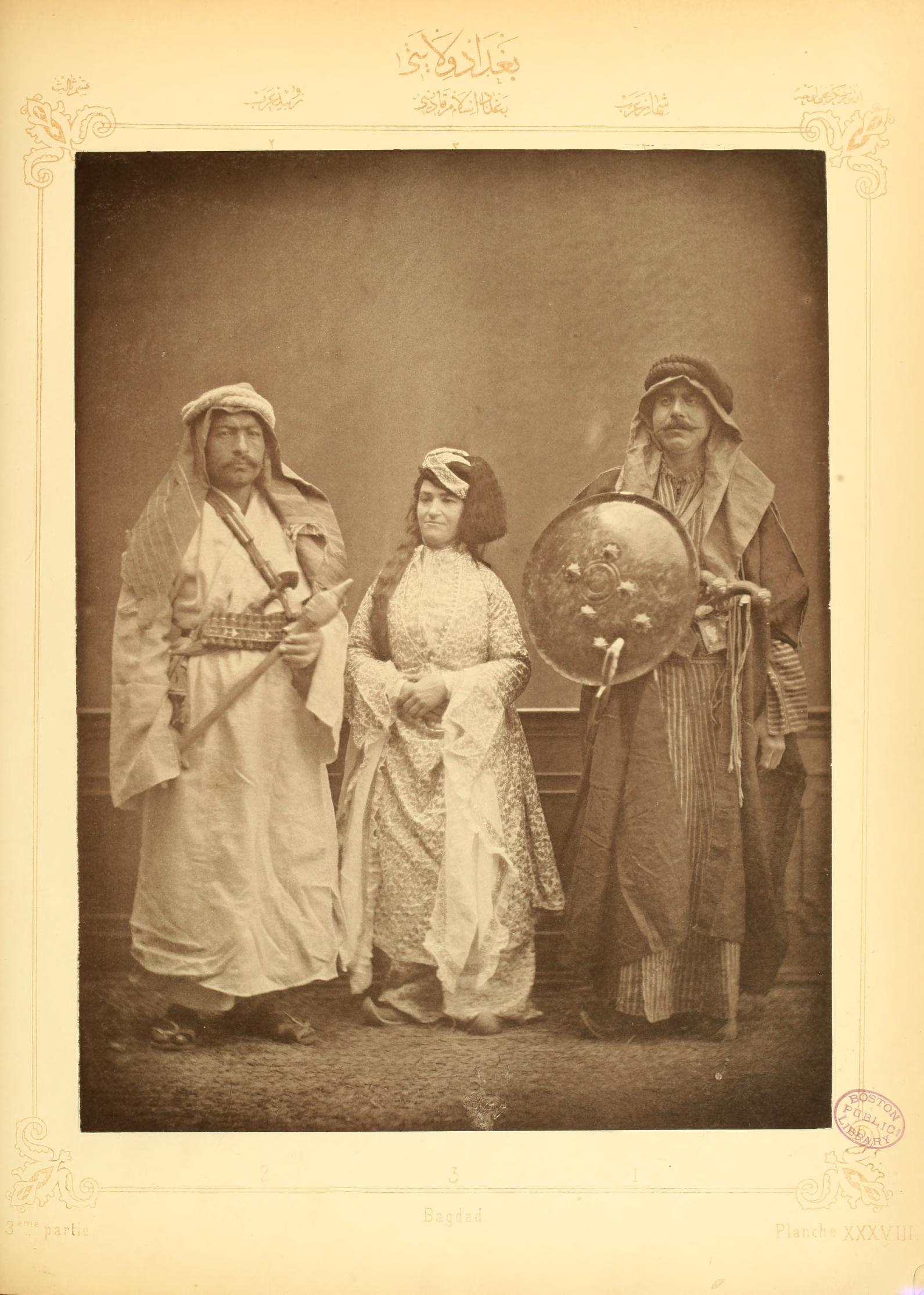
1. رجل عربي من قبيلة شمر
2. رجل عربي من قبيلة زبيد
3. سيدة مسلمة من بغداد

| ولاية بغداد  | الذكور  | الإناث | المجموع |
| ------------ | ------- | ------ | ------- |
| مسلمون       | 159,129 | 3,814  | 162,943 |
| أرمن         | 373     |        | 373     |
| أرمن كاثوليك | 723     |        | 723     |
| بروتستانت    | 40      |        | 40      |
| لاتين        | 55      | 2      | 57      |
| سريان        | 327     |        | 327     |
| يهود         | 13,621  | 94     | 13,715  |
| المجموع      | 174,268 | 3,910  | 178,178 |